# STV開発センター
STV開発センター（エス・テー・ビーかいはつセンター、登記社名: 株式会社エス・テー・ビー開発センター）は、札幌テレビ放送（STV）の完全子会社。通信販売事業（札幌テレビショッピング）、番組制作（テレビ・ラジオショッピング）、音楽出版、広告事業を手掛けている。STVのロゴは1959年の開局時のものを使用している。

## 沿革
- 1982年1月7日 - 北海道札幌市にて創立、資本金500万円。
- 1985年 - 資本金を1000万円に増資。
- 1986年4月 - ニッポン放送プロジェクトとの提携によりSTVラジオにてラジオショッピング番組を開始。
- 1993年 - 「どさんこワイド」の「丸得情報ベストショッピング」に参入。当初は単発だったが、1995年から月曜日を担当し番組終了の2007年9月まで続いた。
- 1994年 - STVにてテレビショッピング番組「喜瀬ひろしと幸代のこれは五つ星!」スタート。後に「喜瀬ひろしのこれは五つ星!」に改題され、2013年3月まで毎月2回放送された。
- 1996年 - 年末特別テレビショッピング番組「冬の釧路&根室は魚がうまい!〜海の幸ショッピング〜」スタート。
- 2006年 - インターネット通販サイト「どさんこ広場」を開始。当初は複数の販売会社が参加するポータルサイトだったが、後に自社販売専用に変更された。
- 2009年
  - 10月1日 - 株式会社STVメディアフィールズ21と合併。音楽出版・広告事業を引き継ぐ。
  - 11月 - カタログ通販「北海道味の物産市」開始。
  - STVにて年末特別テレビ番組「あき竹城の北海道 味の物産市!」スタート。あき竹城降板に伴い2010年よりタイトルを「北海道 味の物産市!」に変え、現在も放送中。
- 2010年 - STVにてテレビショッピング番組「ぞっこん!ほっかいどう情熱市場」スタート。後にBS日テレ「北海道すたいる」内でも放送されている。
- 2013年 - STVにてテレビショッピング番組「Sチョイス!」スタート。通販事業をSTV本社に譲渡し通販部門の管理運営のみを担当する。
- 2014年 - STVラジオにてラジオショッピング番組「喜瀬の日曜ショッピング」スタート。
- 2018年 - STVにてテレビショッピング番組「どさんこ市場」スタート。

## 通信販売事業

### テレビ
- どさんこ市場（金曜日）札幌テレビ放送（北海道エリア） 10:55 - 11:25
- STVほっかいどう情熱市場
  - （月 - 木曜日）札幌テレビ放送　10:25 - 10:29
  - （月 - 金曜日）札幌テレビ放送「どさんこワイド」内（北海道エリア）
  - （土曜日）BS日テレ「北海道すたいる」内
- 北海道 味の物産市!（毎年12月）札幌テレビ放送、BS日テレほか全国数局
  - 2009年12月 メインキャスター：あき竹城、森崎博之
  - 2010年12月 メインキャスター：阿藤快、ギャル曽根
  - 2011年12月 メインキャスター：阿藤快
  - 2012年12月 メインキャスター：阿藤快
  - 2013年12月 メインキャスター：松本明子

### ラジオ
- ラジオホームショップ（平日）STVラジオ（北海道エリア）
- ザ・太鼓判（9月、12月、3月に一週間の特別番組）STVラジオ（北海道エリア）

### カタログ
- 北海道 味の物産市!（年数回発行）

### ネット
- STVショッピング（旧・どさんこ広場）

### 過去の番組
- テレビ
  - どさんこワイド 丸得情報ベストショッピング（月曜）
  - スピカ銀座商店街（札幌メディアパーク・スピカより生放送）
  - 冬の釧路&根室は魚がうまい!〜海の幸ショッピング〜（1996年 - 2008年、12月）（メインキャスター：あき竹城）
  - 喜瀬ひろしのこれは五つ星!（2013年3月終了）（喜瀬ひろし・片山雅子ほか）
  - フライデーショップ五つ星!（2013年3月終了）（喜瀬ひろし・片山雅子ほか）
  - Sチョイス!（2018年2月終了）
- ラジオ
  - わくわくショッピング（日曜）
  - 喜瀬の日曜ショッピング（日曜朝 8:00 - 8:15、2016年より喜瀬と通夫の日曜楽楽生ワイド内でも放送）
  - じゅんこのめざまし!ラジオホームショップ（2023年10月 - 12月 月曜 午前5:35 - 5:50）STVラジオ（北海道エリア）

## 音楽出版事業
キャニオンレコード時代の松山千春を中心に、みのや雅彦、VOICEなどの一部楽曲の版権を所有している。

## 広告事業
札幌テレビ放送、STVラジオの代理店業務を中心に、新聞、雑誌ほか、自治体イベント、講習会なども手がける。